# Cartucho de tinta
Cartucho de tinta é um periférico utilizado em impressora de jato de tinta ou laser para imprimir caracteres, imagens e fotos seja em preto e branco escala cinza ou coloridas tendo uma qualidade superior a da impressora matricial ou seja cartucho é um dispositivo de armazenamento de tinta ou toner usado em impressoras.
Pode imprimir textos e imagens sendo que esses tipos de impressoras podem ser utilizadas em qualquer departamento comercial ou em residências. Sua velocidade é medida em linhas por minuto (L.P.M.), ou seja, imprime uma linha a partir de uma cinta que contem todos os caracteres. Essa impressora veio para suceder a impressora matricial que imprime letra por letra, caractere por caractere, por meio de pontos utilizando uma fita, e veio para suceder a antiga máquina de escrever tecnologia passada e foi sucedida pela tecnologia da impressora a laser que imprime por meio de um toner para uma qualidade muito mais superior utilizada principalmente em editoras, gráficas, escritórios, clínicas, hospitais, etc.

## Problemas decorrentes do uso
Um dos problemas mais decorrentes do uso do cartucho de tinta é o manipulação inadequada do mesmo. Com consequência seu entupimento. Quando acontece isso a tinta se solidifica na saída do cartucho.

## Desentupir cartucho de tinta
Existem cinco formas de desentupir cartucho de tinta que vai da maneira mais caseira até a forma mais profissional utilizando um certo equipamento essas formas são: Pré-umectação, Gotejamento, Água Quente, Vaporetto, Ulta Sonica.